# 94400 Hongdaeyong
94400 Hongdaeyong è un asteroide della fascia principale. Scoperto nel 2001, presenta un'orbita caratterizzata da un semiasse maggiore pari a 2,1940870 UA e da un'eccentricità di 0,1343971, inclinata di 2,79659° rispetto all'eclittica.
L'asteroide è dedicato allo scienziato coreano Hong Daeyong.